# Giorgi Cirekidze
Giorgi Cirekidze (ur. 9 sierpnia 1986 r.) – gruziński zapaśnik walczący w stylu klasycznym. Zajął jedenaste miejsce na mistrzostwach świata w 2013. Brązowy medalista mistrzostw Europy w 2014 roku.